# Merlin Entertainments
 Denne artikel omhandler Merlin Entertainments. Opslagsordet har også en anden betydning, se Merlin (flertydig).
Merlin Entertainments plc er en britisk-baseret koncern, der driver forlystelsesparker over store dele af verden. Den har hovedkvarter i Poole. Merlin er nr. 1 i Europa og er samtidig verdens næststørste foretagende inden for besøgsattraktioner. Eksempelvis er det Merlin Entertainments der ejer Legoland-forlystelsesparkerne.
Merlin er etableret i 1999 og er siden 2005 ejet af investeringsselskabet The Blackstone Group, det selvsamme år Merlin opkøbte dele af Legolandparkerne.
Under Blackstone opkøbte Merlin Gardaland i 2006, en italiensk forlystelsespark.
I 2007 blev virksomheden fusioneret med Tussauds Group og sidstnævnte ophørte med at eksistere som navn samme år, idet det blev videreført som Merlin Entertainment.

## Lokationer

### Resort theme parks
| Navn                                   | Lokation                        | Åbningsår | År købt | Noter                                 |
| -------------------------------------- | ------------------------------- | --------- | ------- | ------------------------------------- |
| Alton Towers Resort                    | Staffordshire, UK               | 1860      | 2007    | Erhvervet i handel med Tussauds Group |
| Thorpe Park Resort                     | Chertsey, Surrey, UK            | 1979      | 2007    | Erhvervet i handel med Tussauds Group |
| Chessington World of Adventures Resort | Chessington, Greater London, UK | 1987      | 2007    | Erhvervet i handel med Tussauds Group |
| Gardaland Resort                       | Castelnuovo del Garda, Italy    | 1975      | 2006    | Købt i 2006 under Blackstone.         |
| Heide Park Resort                      | Soltau, Lower Saxony, Germany   | 1978      | 2007    | Erhvervet i handel med Tussauds Group |
| Warwick Castle                         | Warwick, UK                     | 1978      | 2007    | Erhvervet i handel med Tussauds Group |

### LEGOLAND parks
| Navn                        | Lokation                               | Åbningsår | År købt | Noter                                                     |
| --------------------------- | -------------------------------------- | --------- | ------- | --------------------------------------------------------- |
| Legoland Billund Resort     | Billund, Denmark                       | 1968      | 2005    | Erhvervet i handel med Blackstone                         |
| Legoland California         | Carlsbad, California, U.S.             | 1999      | 2005    | Erhvervet i handel med Blackstone                         |
| Legoland Deutschland Resort | Günzburg, Germany                      | 2002      | 2005    | Erhvervet i handel med Blackstone                         |
| Legoland Dubai Resort       | Jebel Ali, Dubai, United Arab Emirates | 2016      | -       | Åbnede som en del af Dubai Parks and Resorts i Jebel Ali. |
| Legoland Florida Resort     | Winter Haven, Florida, U.S.            | 2011      | 2011    | Cypress Gardens erhvervet og omdøbt                       |
| Legoland Japan Resort       | Nagoya, Japan                          | 2017      | -       | Nybygget temapark                                         |
| Legoland Korea Resort       | Chuncheon, South Korea                 | 2022      | -       | Nybygget temapark                                         |
| Legoland Malaysia Resort    | Johor Bahru, Malaysia                  | 2012      | -       | Nybygget temapark                                         |
| Legoland New York Resort    | Goshen, New York, U.S.                 | 2021      | -       | Nybygget temapark                                         |
| Legoland Windsor Resort     | Windsor, UK                            | 1996      | 2005    | Erhvervet i handel med Blackstone                         |

### Peppa Pig parker
| Navn                                   | Lokation              | Åbningsår | År købt | Noter             |
| -------------------------------------- | --------------------- | --------- | ------- | ----------------- |
| Peppa Pig Theme Park Florida           | Winter Haven, Florida | 2022      | -       | Nybygget temapark |
| Peppa Pig Theme Park Dallas-Fort Worth | Frisco, Texas         | 2024      | -       | Nybygget temapark |

### Midway-attraktioner
| Navn                                 | Lokation | Åbningsår                                 | År købt        | Noter                                                                        |
| ------------------------------------ | --- | ----------------------------------------- | -------------- | ---------------------------------------------------------------------------- |
| Australian Treetop Adventures        | Australia | 2005                                      | 2010           | Canopy walkway blev erhvervet I handel med MFS Living and Leisure            |
| Blackpool Tower Circus               | Blackpool, UK | 1894                                      | 2011           |                                                                              |
| Sandcastle Waterpark                 | Blackpool, UK | 1986                                      | 2022           | Drift fra efteråret 2022                                                     |
| Cadbury World                        | Birmingham, UK | 1990                                      | 2022           | Operation and brand licences from summer 2022                                |
| The Bear Grylls Adventure            | Birmingham, UK | 2018                                      |                |                                                                              |
| The Dungeons                         | Alton Towers Blackpool London Warwick York Edinburgh Berlin Hamburg Amsterdam Shanghai | 2019 2011 1974 - 1975 2000 2013 2000 2005 | 1992           |                                                                              |
| Eye Brand                            | Blackpool London Sydney | 1894 2000 1981                            | 2011 2007 2011 |                                                                              |
| DreamWorks Tours: Shrek's Adventure! | London | 2015                                      | -              | Bruger karakterer fra Shrek franchise under licens fra DreamWorks Animation. |
| LEGOLAND Discovery Centres           | Birmingham at Arena Birmingham Manchester at the Trafford Centre Berlin at the Sony Center Oberhausen Phoenix at Arizona Mills Atlanta at Phipps Plaza Bay Area (San Jose) at Great Mall of the Bay Area Boston Chicago at The Streets of Woodfield Columbus at Easton Town Center Dallas Fort Worth at Grapevine Mills Kansas City at Crown Center Michigan at the Great Lakes Crossing Outlets New Jersey at American Dream Meadowlands Philadelphia at the Plymouth Meeting Mall Westchester (New York) at Westchester's Ridge Hill San Antonio at the Shops at Rivercenter Toronto at Vaughan Mills Melbourne at the Chadstone Shopping Centre Beijing Shanghai Shenyang Hong Kong Osaka Tokyo Istanbul Scheveningen Brussels |                                           |                |                                                                              |
| Little Big City                      | Berlin, Germany Beijing, Kina | 2017 2018                                 |                |                                                                              |
| Madame Tussauds                      | London Blackpool Vienna Skabelon:Lande data Czechia Prague Berlin Amsterdam Hollywood Las Vegas Nashville New York Orlando San Francisco Sydney Beijing Chongqing Shanghai Wuhan Hong Kong New Delhi Tokyo Singapore Istanbul Bangkok Dubai Budapest |                                           |                |                                                                              |
| Peppa Pig World of Play              | Shanghai Auburn Hills (Michigan) Grapevine, Texas Chicago, Illinois Leidschendam | 2018 2019 2020 2022                       |                |                                                                              |
| Peter Rabbit: Explore and Play       | Blackpool | 2022                                      |                |                                                                              |
| Sea Life                             | Birmingham Blackpool Brighton Great Yarmouth Castelnuovo del Garda Gweek Hunstanton Manchester London Scarborough Weymouth Loch Lomond Bray Blankenberge Berlin Hanover Königswinter Konstanz Munich Oberhausen Speyer Timmendorfer Strand Helsinki Jesolo The Hague Porto Benalmadena Istanbul Orlando Melbourne Mooloolaba (Sunshine Coast) Sydney Auckland Shanghai Nagoya Iskandar Puteri Busan Bangkok |                                           |                |                                                                              |
| This is Holland                      | Amsterdam | 2017                                      | 2022           | Merlin take on day-to-day operations of this flying theatre                  |

### Fremtidige lokationer
| Navn                       | Lokation                               | Planlagt åbningsår |
| -------------------------- | -------------------------------------- | ------------------ |
| Legoland Shanghai Resort   | Jinshan District, Shanghai, Kina       | 2024               |
| Legoland Sichuan Resort    | Chengdu, Sichuan, Kina                 | 2025               |
| Legoland Beijing Resort    | Fangshan District, Beijing, Kina       | 2024               |
| Legoland Shenzhen Resort   | Shenzhen, Kina                         | 2024               |
| Legoland Belgium           | Gosselies, Belgium                     | 2027               |
| Legoland Discovery Centres | Hamburg, Germany                       | 2023               |
| Legoland Discovery Centres | Miami, Florida at American Dream Miami | 2023               |
| Legoland Discovery Centres | Pittsburgh at The Mall at Robinson     | 2023               |
| Legoland Discovery Centres | Washington at Springfield Town Center  | 2023               |

### Tidligere lokationer
| Navn                               | Lokation                              | Åbningsår | År erhvervet | Skæbne | Lukkeår/solgt | Noter |
| ---------------------------------- | ------------------------------------- | --------- | ------------ | ------ | ------------- | --- |
| Abenteuer Park Oberhausen          | Oberhausen, Germany                   | 1996      | 2011         | Lukket | 2015          | Formerly known as CentrO.Park (1996–2011) & Sea Life Abenteuer Park (2013) |
| Earth Explorer                     | Ostend, Belgium                       | 2004      | -            | Solgt  | 2013          | |
| Falls Creek ski resort             | Victoria, Australia                   | 1946      | 2011         | Solgt  | 2019          | Acquired in MFS Living and Leisure deal, sold to Vail Resorts in 2019. |
| Hotham Alpine Resort               | Victoria, Australia                   | 1925      | 2011         | Solgt  | 2019          | Ski resort acquired in MFS Living and Leisure deal, sold to Vail Resorts in 2019. |
| Legoland Discovery Centre Duisburg | Duisburg, Germany                     | 2007      | -            | Lukket | 2013          | Moved to Oberhausen after a few years. |
| Legoland Discovery Centre Hotham   | Mt Hotham, AZ at Hotham Alpine Resort | 2018      | -            | Lukket | 2018          | |
| London Planetarium                 | London                                | 1958      | 2007         | Lukket | 2010          | Acquired in Tussauds Group deal as it shares the same site as Madame Tussauds London. Closed and the space is now used by Madame Tussauds London for exhibitions & other attractions. |
| Madame Tussauds Washington DC      | Washington D.C.                       | 2007      | -            | Closed | 2021          | Closed since 2020 due to the COVID-19 Pandemic. |
| The San Francisco Dungeon          | San Francisco                         | 2014      | -            | Closed | 2022          | Closed since 2020 due to the COVID-19 Pandemic. |
| The Wheel at ICON Park Orlando     | Orlando                               | 2015      | -            | Sold   | 2018          | Opened as the Orlando Eye; Operations were reverted to the owner and Rebranded in 2018.                                                                                               |
| Sea Life Hastings                  | Hastings, England                     | 2008      | -            | Solgt  | 2012          | Now belongs to the Blue Reef Aquarium chain. |
| Scottish Sea Life Sanctuary        | Oban, Scotland                        | 1979      | -            | Lukket | 2018          | |
| Sea Life St. Andrews               | St. Andrews, Scotland                 | 1999      | TBA          | Solgt  | TBA           | Now operates as the St. Andrews Aquarium. |
| Manly Sea Life Sanctuary           | Manly, Australia                      | 1965      | 2010         | Lukket | 2018          | |